# David Hartley
David Hartley (8. srpen 1705, Armley — 28. srpen 1757, Bath) byl anglický filozof, vědec a lékař. Je považován za předchůdce psychologie a zakladatele jejího směru zvaného asocianismus.

## Život
Narodil se v blízkosti Halifaxu, v Yorkshire. Jeho matka zemřela, když byly Davidovi tři měsíce, otec, anglikánský duchovní, když mu bylo patnáct let. Vystudoval na Jesus College v Cambridge. Poté provozoval lékařství v Bury St. Edmunds (1730-1735), v Londýně (1735-1742) a v Bathu, kde také zemřel.
Jeho nejvýznamnějším dílem je kniha Observations on Man, his Frame, his Duty, and his Expectations z roku 1749. Kniha je jakousi syntézou neurologie, morální psychologie a spirituálního učení. Pro dějiny vědy bylo podstatné, že Hartley hledal mysl a vědomí v neurofyziologii a v mozku, což bylo průkopnické, i když užíval rovněž zvláštní, v té době velmi rozšířené, představy o „éteru“, který prostupuje prostor – domníval se, že na konci nervů jsou jemné částečky, které interagují právě s éterem. Představu éteru však fyzika časem opustila.
Z hlediska psychologického bylo klíčové, že Hartley užil konceptu asociace (sdružování představ) nejen ve fyziologickém smyslu, ale i tehdy, když se pokoušel vyložit, jak vzniká v lidské mysli myšlenka. I vznik nejsložitějších konstruktů myšlení lze dle Hartleyho vyložit zřetězením, jež počíná u zcela elementárních vnějších impulsů. Hartley je považován za jednoho ze zakladatelů asocianismu, který v dějinách psychologie patřil k prvním třem stavebním kamenům této rodící se vědy (spolu s empirismem a senzualismem). Hartleyho a Locka označili za předchůdce psychologie zejména James Mill, John Stuart Mill a William B. Carpenter.
Jeho učení mělo i náboženský rozměr, věřil, že s růstem kvality vnímání člověka roste jeho humanita („sympatie“) i láska k bohu („theopatie“), a že všichni lidé budou nakonec „účastníky božské přirozenosti“, tedy spaseni.
Jeho filozofie vzešlá z lékařského zázemí nenašla velký ohlas u jiných filozofů, výjimkou byl Joseph Priestley.